# 神立の湯
神立の湯（かんだつのゆ）は、新潟県南魚沼郡湯沢町（旧国越後国）、越後湯沢温泉にある日帰り入浴施設（素泊まり可能）である。

## アクセス
- 車：関越自動車道湯沢ICより約5分。
- 鉄道：上越新幹線越後湯沢駅よりバスで約10分、車で5分。
  - 上越新幹線越後湯沢駅より徒歩40分。
- シャトルバス：冬期、利用可能（NASPAスキーガーデンと神立高原スキー場の間）

## 泉質
- アルカリ性単純温泉
  - 源泉温度40.6℃

### 効能
- 腰痛、神経痛、関節痛、筋肉痛、アトピー性皮膚炎

※効能はその効果を万人に保証するものではない。

## 施設
- 温泉本館は国道17号線（旧三国街道）沿いにある。
- 別館はNASPAスキーガーデンのゲレンデ内にある。
- 神立温泉原新田ビルも所有（湯沢町大字神立字原新田1555）

## 沿革
- 1993年（平成5年） - 開湯。
- 2005年（平成17年）- 2月より神立温泉有限会社（代表取締役社長 南幸一郎）が経営。
- 2006年（平成18年）- 別館「けんちん亭」を開業、素泊りも開始。
- 2009年（平成21年）- 異業種交流事業に進出（ホテルニューオータニイン東京）
- 2011年（平成23年）- 10月、有限会社越後の里に社名変更。
- 2014年（平成26年）- 8月1日、経営者の変更により、 「神立の湯」より『神泉の湯』に名称変更。